# Marcello Passari
Marcello Passari (né le 7 juin 1678 à Ariano, dans l'actuelle province d'Avellino, en Campanie, alors dans le royaume de Naples et mort le 25 septembre 1741 à Rome) est un cardinal italien du XVIIIe siècle.

## Biographie
Marcello Passari étudie à l'université La Sapienza de Rome. Il exerce plusieurs fonctions au sein de  la Curie romaine, notamment à la Pénitencerie apostolique et comme auditeur du cardinal Corsini, le futur pape Clément XII. En 1731 il est élu archevêque titulaire de Nazianze.  
Le pape Clément XII le crée cardinal lors du consistoire du 1er octobre 1732. Il participe au  conclave de 1740, lors duquel Benoît XIV est élu pape.

### Sources
- Fiche du cardinal sur le site fiu.edu